# Porcellium fiumanum
Porcellium fiumanum là một loài chân đều trong họ Trachelipodidae. Loài này được Verhoeff miêu tả khoa học năm 1918.